# Condado de Lonoke
El condado de Lonoke (en inglés: Lonoke County) es un condado en el estado estadounidense de Arkansas. En el censo de 2000 el condado tenía una población de 52 828 habitantes. La sede de condado es Lonoke. Es parte del área metropolitana de Little Rock – North Little Rock – Conway. Fue el 70° condado de Arkansas, siendo fundado el 16 de abril de 1873.

## Geografía
Según la Oficina del Censo, el condado tiene un área total de 2078 km² (802 sq mi), de la cual 1984 km² (766 sq mi) es tierra y 94 km² (36 sq mi) (4,38%) es agua.

### Condados adyacentes
- Condado de White (norte)
- Condado de Prairie (este)
- Condado de Arkansas (sureste)
- Condado de Jefferson (sur)
- Condado de Pulaski (oeste)
- Condado de Faulkner (noroeste)

## Autopistas importantes
- Interestatal 40
- Interestatal 57
- U.S. Route 67
- U.S. Route 70
- U.S. Route 165
- U.S. Route 167
- Ruta Estatal de Arkansas 5
- Ruta Estatal de Arkansas 13
- Ruta Estatal de Arkansas 15
- Ruta Estatal de Arkansas 31
- Ruta Estatal de Arkansas 38
- Ruta Estatal de Arkansas 89

## Demografía
En el  censo de 2000, hubo 52 828 personas, 19 262 hogares, y 15 024 familias residiendo en el condado. La densidad poblacional era de 69 personas por milla cuadrada (27/km²). En el 2000 había 20 749 unidades unifamiliares en una densidad de 27 por milla cuadrada (10/km²). La demografía del condado era de 91,03% blancos, 6,44% afroamericanos, 0,49% amerindios, 0,42% asiáticos, 0,03% isleños del Pacífico, 0,51% de otras razas y 1,08% de dos o más razas. 1,75% de la población era de origen hispano o latino de cualquier raza. 
La renta promedio para un hogar del condado era de $40 314 y el ingreso promedio para una familia era de $46 173. En 2000 los hombres tenían un ingreso per cápita de $32 451 versus $22 897 para las mujeres. La renta per cápita para el condado era de $17 397 y el 10,50% de la población estaba bajo el umbral de pobreza nacional.

## Ciudades y pueblos
| - Allport - Austin - Cabot | - Carlisle - Coy - England | - Humnoke - Keo - Lonoke | - Scott - Ward |